# Arabaya
Arabaya fou el nom d'un territori durant el període dels aquemènides de Pèrsia.
Apareix esmentada a la inscripció de Bishutun i altres, i és col·locada entre Babilònia i Assíria (Síria) per amunt i Egipte per sota. Probablement estava formada pel sud de Palestina, el Sinaí i fins a la costa de la mar Roja; els àrabs però vivien també al sud de Mesopotàmia. Una inscripció dona el mateix nom al territori dels nòmades àrabs entre Egipte i Mesopotàmia.
Era més un nom geogràfic que administratiu. Substituïa a l'antiga Aribi (o Arabu o Arubu) de les inscripcions assíries on apareix esmentada per primer cop el 853 aC. A la Bíblia el terme Arab designava als habitants del desert de Síria.
Segons Heròdot els àrabs van donar suport a Cambises II de Pèrsia en la seva invasió d'Egipte el 525 aC facilitant aigua o localització de pous a l'exèrcit per creuar el desert entre Palestina i Egipte. Els àrabs eren aliats de Pèrsia i no súbdits i, per tant, no formaven part de cap satrapia ni pagaven tributs però enviaven regals al rei de Pèrsia (30 tones d'encens a l'any). Heròdot esmenta un cos de camellers àrabs entre els perses, durant l'expedició de Xerxes I de Pèrsia a Grècia i estaven manats per Arsames, fill de Darios I de Pèrsia.